# Sauerhof (Waischenfeld)
Sauerhof ist ein Gemeindeteil der Stadt Waischenfeld im Landkreis Bayreuth (Oberfranken, Bayern). Sauerhof liegt in der  Gemarkung Langenloh.

## Geografie
Die Einöde Sauerhof liegt im zentralen Teil der Fränkischen Schweiz und nordwestlich des Oberlaufs des Gartentalbaches, der ein rechter Zufluss des zum Flusssystem der Wiesent gehörenden Ailsbaches ist. Die Nachbarorte sind Kugelau im Norden, Eichig im Nordosten, Dentlein im Osten, Schweinsmühle im Süden, Langenloh im Südwesten und Hannberg im Nordwesten. Erreichbar ist Sauerhof ist von dem drei Kilometer entfernten Waischenfeld aus über die Kreisstraße BT 15, eine in Zeubach von der BT 15 abzweigende Ortsverbindungsstraße und einen Feldweg, der in Hannberg von dieser abzweigt.

## Geschichte
Bis zur Gebietsreform in Bayern war Sauerhof ein Gemeindeteil der Gemeinde Langenloh im Landkreis Pegnitz. Die mit dem bayerischen Gemeindeedikt von 1818 gebildete Gemeinde hatte 1961 insgesamt 97 Einwohner, davon fünf in Sauerhof, das damals zwei Wohngebäude hatte. Nachdem die Gemeinde Langenloh am 1. Juli 1972 aufgelöst worden war, wurde Sauerhof zu einem Gemeindeteil der Stadt Waischenfeld.